# Jakob Sveistrup
Jakob Find Sveistrup Hansen (Hjallese, Odense, 8 de março de 1972)  mais conhecido como  Jacob Sveistrup é um cantor dinamarquês.

## Biografia
A sua paixão pela música começaria aos 18 anos, participando em várias bandas locais da sua cidade natal Odense. Ao ver, que não conseguia êxito no mundo da música decidiu em 1995 começar os seus estudos de magistério, para se graduar quatro mais tarde no ensino de língua inglesa e música.
Em 2001, começou a trabalhar como professor para crianças com  autismo. Nesse mesmo ano, e sem muitas esperanças, enviou o seu convite para prticipar no programa de televisão  "Stjerne For En Aften" (a versão dinamarquesa  do Chuva de Estrelas).
Dois anos mais tarde seria convocado para participar no dito programa, interpretando  uma versão própria da canção "True To Your Heart" conseguindo classificar-se para a final. Na final realizada em Copenhaga, obteria um respeitável quarta posição.
Em finais de  2004, os compositores Jacob Launbjerg e Andreas Moerch contactaram com ele, convidando-o para interpretar o tema  "Tænder Pa Dig" na pré-seleção do seu país para participar na edição do Festival  Eurovisão da Canção  2005.
Na final dinamarquesa chamada Dansk Melodi Grand Prix obteve o primeiro lugar e, mais tarde, em Kiev e com uma versão em língua inglesa do mesmo tema ("I'm Talking To You")  (Estou a falar para ti) logrou qualificar-se para a grande final, onde obteve o 10º lugar.
Em 30 de Maio de 2005 publicou o se primeiro trabalho intitulado  "Jakob Sveistrup"conseguindo atingir o disco de ouro no seu país natal.

## Discografia

### Álbuns
- 2005 – Jakob Sveistrup
- 2006 – Fragments (cantado em dinamarquês)
- "3" (2007)
- "Hope to Find" (2009)
- "Runaway" (2012)
- "10: Back to Beginning" (2015)

### Singles
- 2005 - Talking to You
- 2006 - Could Have Sworn
- 2006 - Book of love
- 2008 - Hvem er venner